# St. Stephan (Burggen)

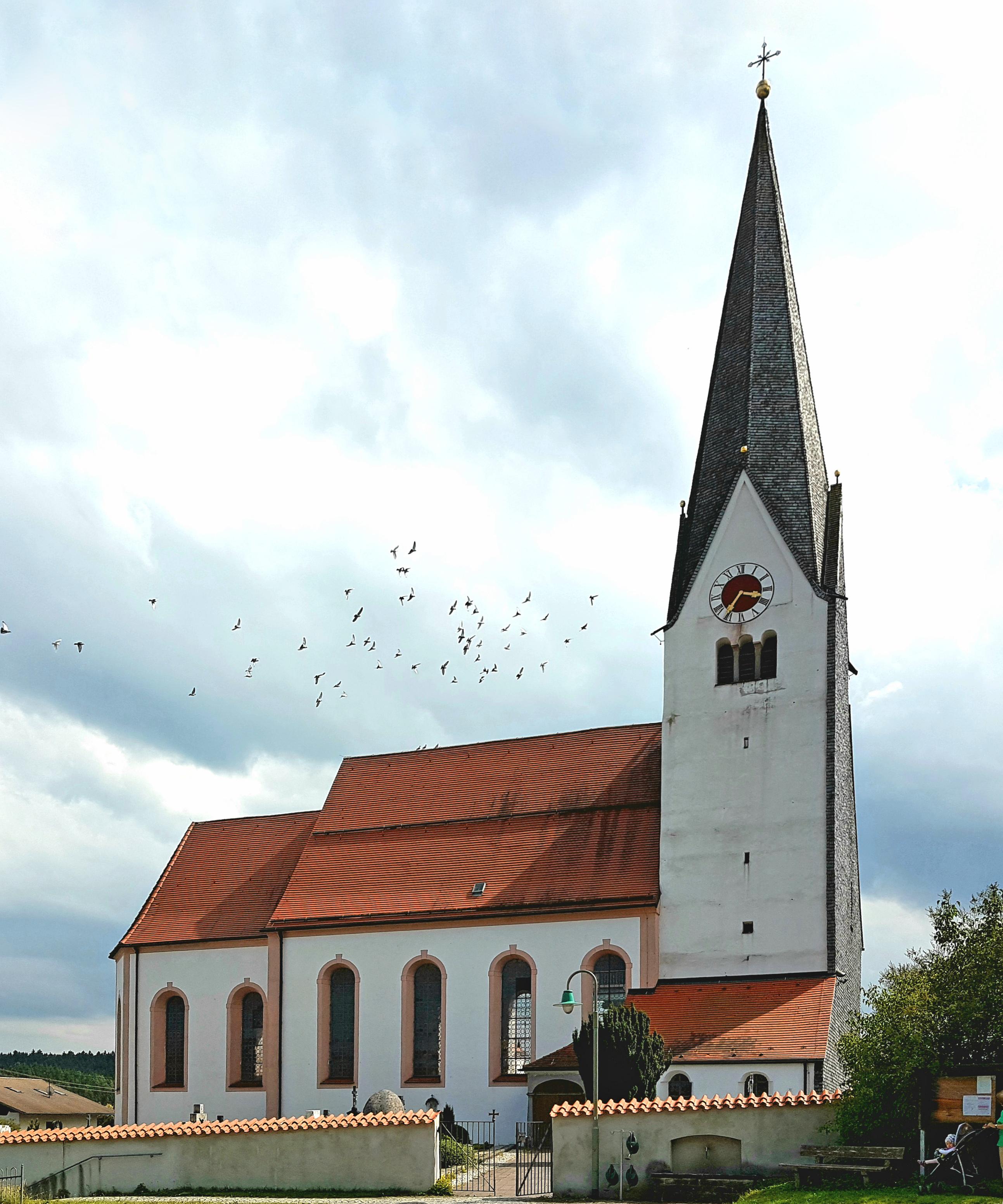
Pfarrkirche St. Stephan

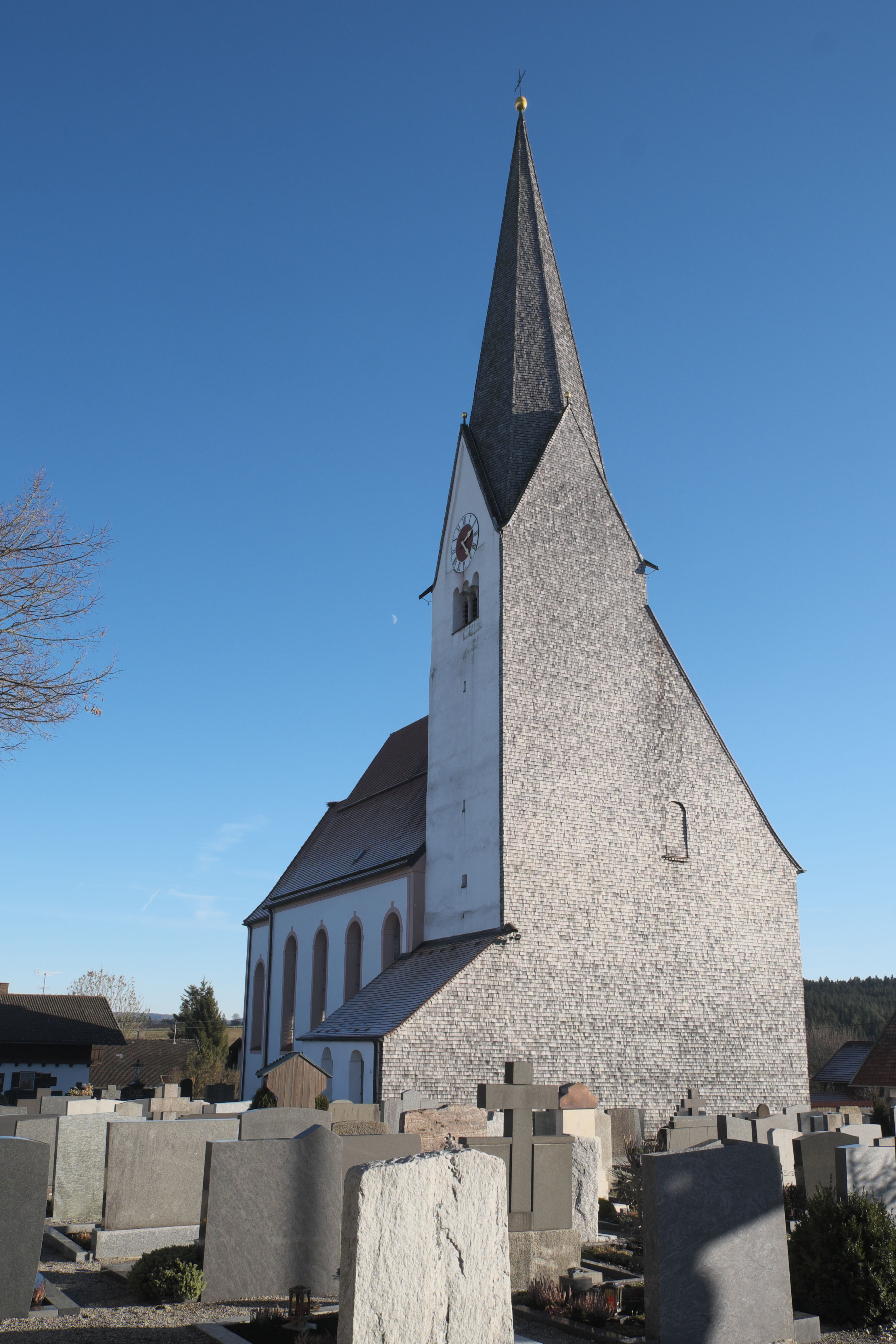
Ansicht von Nordwesten

Die katholische Pfarrkirche St. Stephan in Burggen, einer Gemeinde im oberbayerischen Landkreis Weilheim-Schongau, ist eine barocke Saalkirche mit romanischem Turm. Sie gehört zur Pfarreiengemeinschaft Auerberg im Bistum Augsburg. Das Gebäude steht auf der Liste der geschützten Baudenkmäler in Bayern.

## Geschichte
Die Kirche wurde 1680/82 durch den Wessobrunner Maurermeister Johann Gannebacher mit Ausnahme des Turms neu erbaut. Im Jahr 1778 erfolgte eine Umgestaltung und Neuausstattung des Innenraums. Renovierungen wurden innen in den Jahren 1954/55 und außen nach 1971 durchgeführt. 

## Architektur

### Außenbau
Der quadratische Glockenturm, der noch auf den romanischen Vorgängerbau zurückgeht, fügt sich im Westen an das Langhaus an und bildet den nördlichen Abschluss der Westfassade. Der Turm wird im Glockengeschoss auf drei Seiten von dreifach gekuppelten Klangarkaden durchbrochen. Der hohe Spitzhelm stammt aus späterer Zeit. An der Nordseite des Turms ist die von einem Pultdach gedeckte Gruft- bzw. Taufkapelle angebaut, daneben befindet sich in ein Vorzeichen integriert der Eingang zur Kirche. Die gesamte Westseite der Kirche ist holzverschindelt.

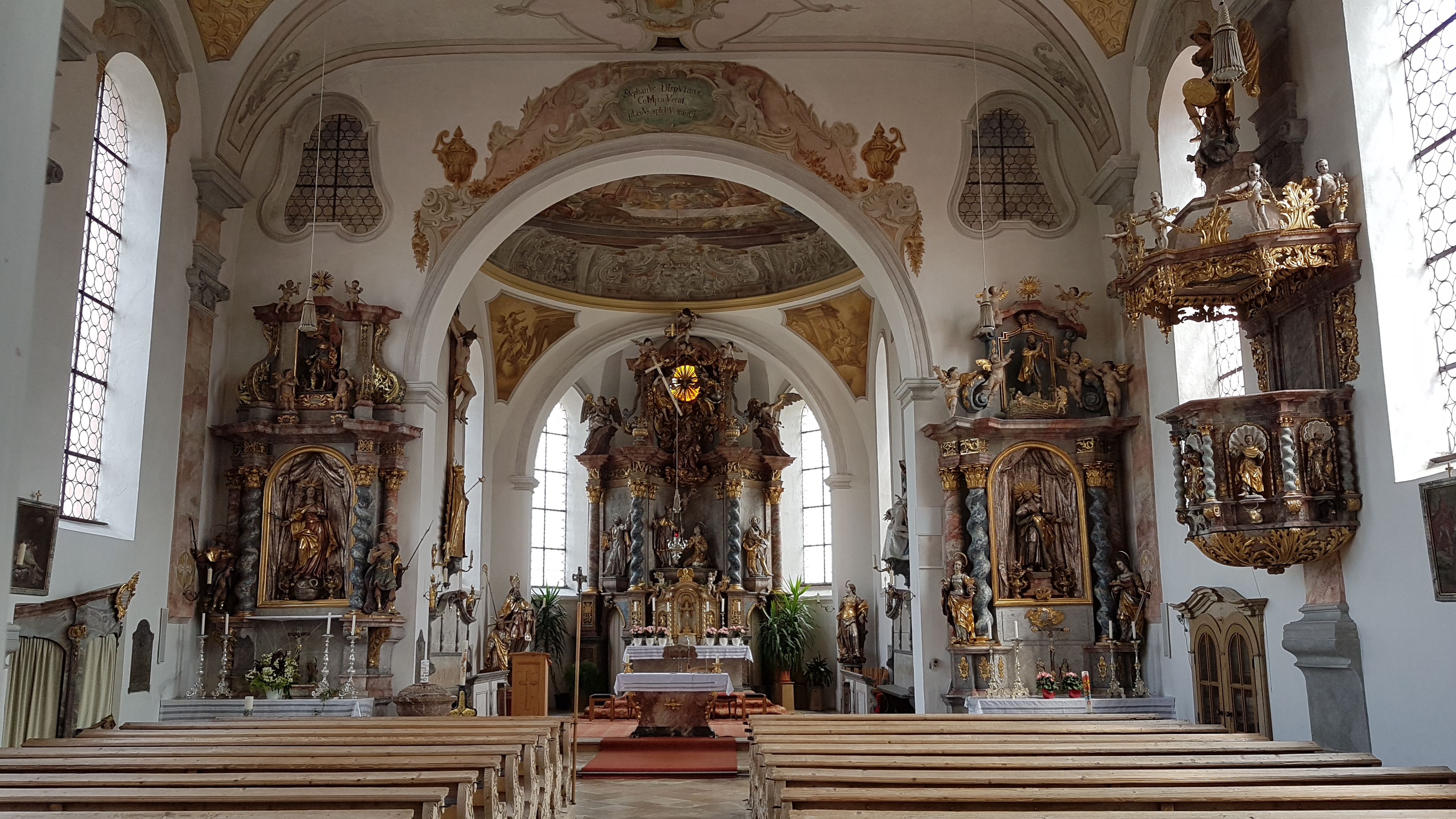
Innenansicht

### Innenraum
Die Kirche ist ein Saalbau mit einem stark eingezogenen, dreiseitig geschlossenen Chor. Das weite Kirchenschiff mit Flachdecke und Stichkappen in der hoch ansetzenden Voute wird durch flache Pilaster mit ionischen Kapitellen und hohen Gebälkstücken gegliedert.
Der im Grundriss quadratische Chor wird von einer flachen Pendentifkuppel überwölbt. Den westlichen Abschluss des Langhauses bildet eine Doppelempore, deren Tiefe in ihrer nördlichen Hälfte durch den eingestellten Turm deutlich verringert ist. Auf der oberen Empore ist die Orgel eingebaut. 

## Gruft- oder Taufkapelle

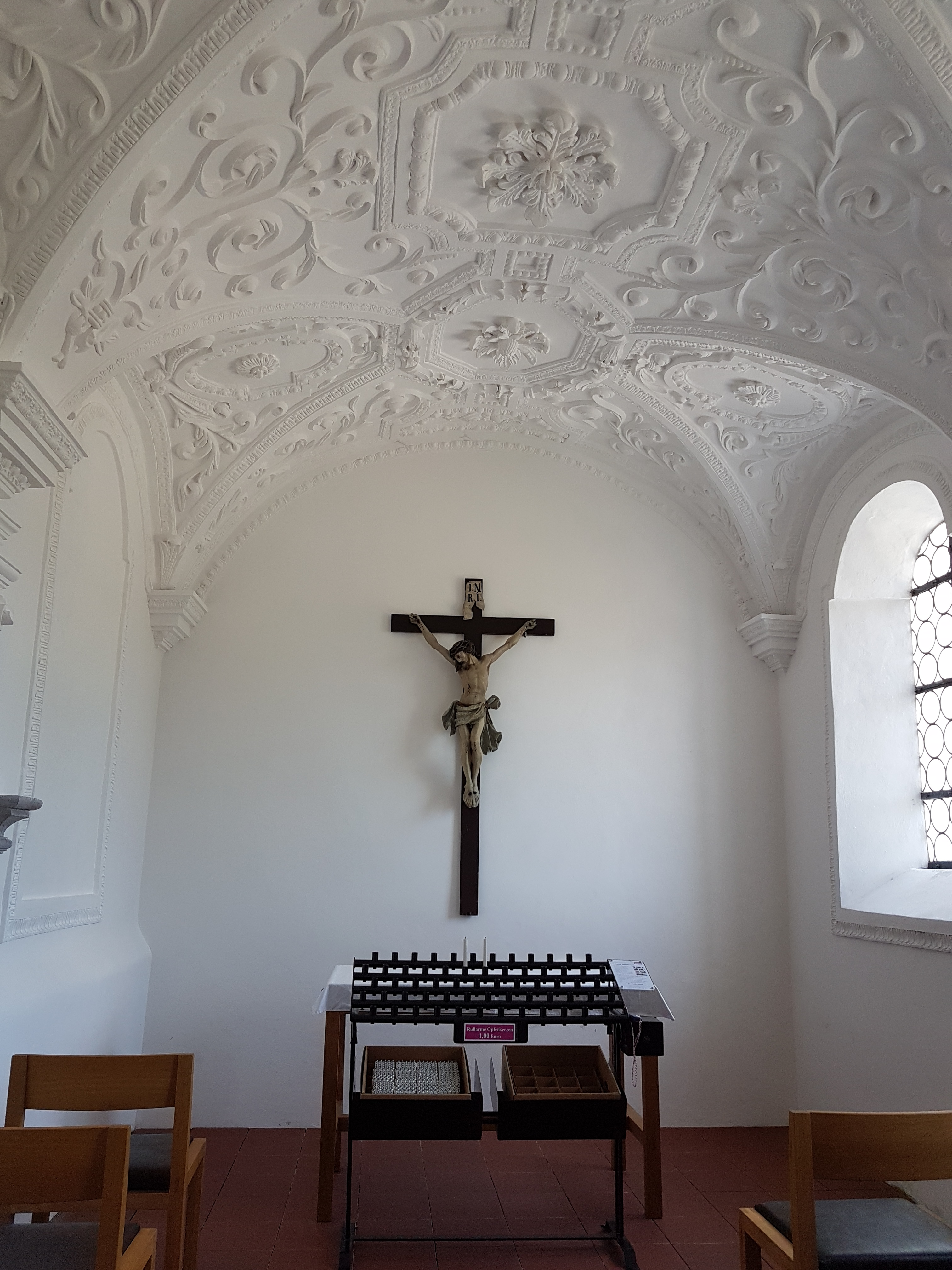
Gruft- oder Taufkapelle

Die rechteckige Gruft- oder Taufkapelle wird von einer Stichkappentonne gedeckt. Der schwere Deckenstuck der Kapelle wurde im Zuge des barocken Neubaus der Kirche um 1680 geschaffen. Er wird Caspar Feichtmayr, einem der Mitbegründer der Wessobrunner Schule, zugeschrieben.

## Decken- und Emporenbilder

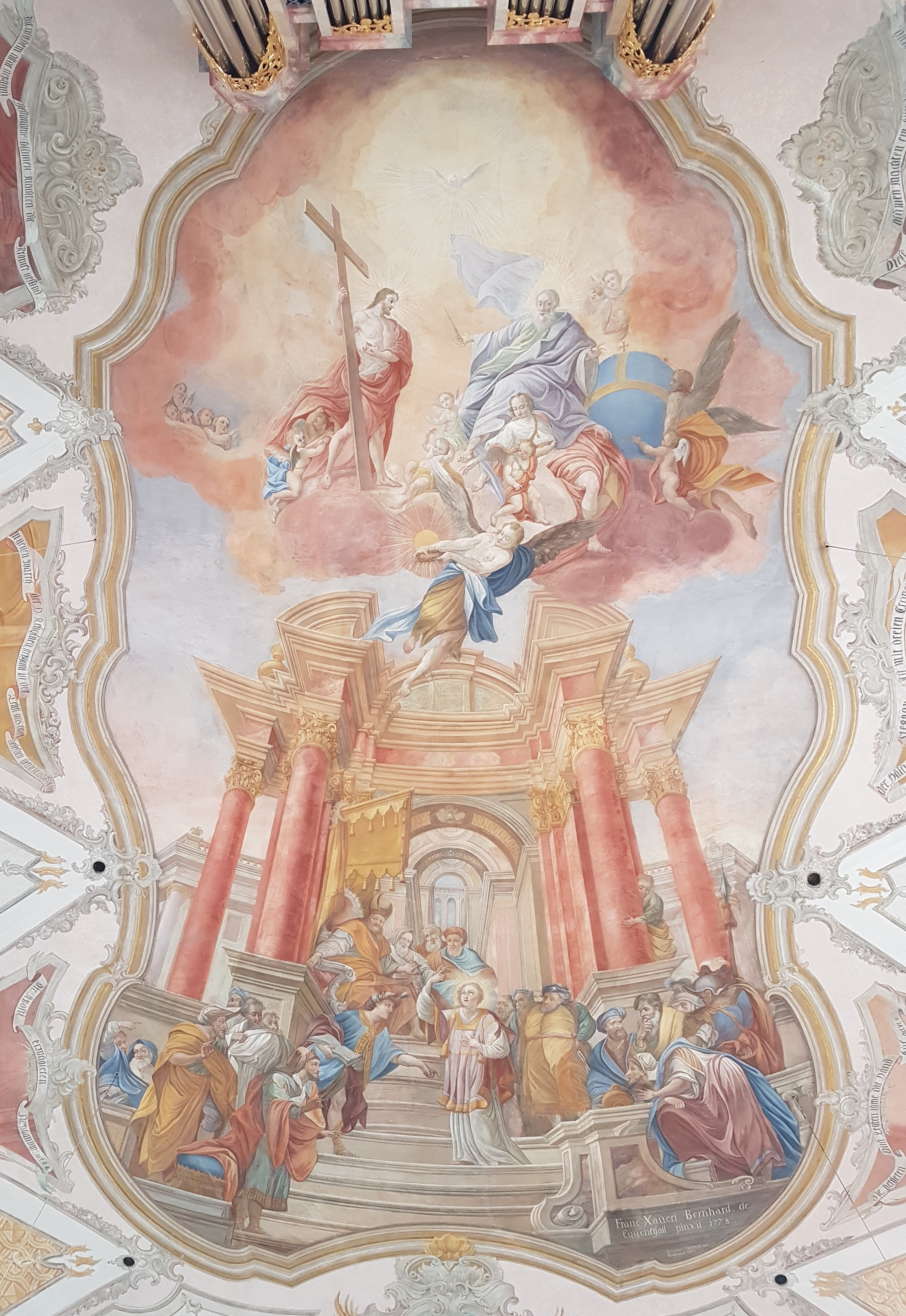
Langhausfresko

Die Deckenfresken im Chor und im Langhaus werden von einer gemalten Stuckimitation umgeben und stammen aus der Zeit der Umgestaltung der Kirche in den Jahren 1778/79, wie aus dem Chronogramm über dem Chorbogen hervorgeht. Sie wurden von Franz Xaver Bernhard aus Eggenthal ausgeführt.
Das Kuppelfresko im Chor weist eine Abendmahlsdarstellung über einer Attika in illusionistischer Architekturmalerei auf. Auf den Zwickeln sind in Grisaillemalerei die vier Evangelisten dargestellt. 
Das Deckenfresko des Langhauses zeigt die Verteidigungsrede des heiligen Stephanus vor einem Architekturprospekt. Das Gemälde ist mit der Signatur versehen: „Franc Xaveri Bernhard de Eggenthall pinxit 1778“ (Franz Xaver Bernhard aus Eggenthal malte es 1778). Die Szenen aus dem Leben des Kirchenpatrons in den Zwickeln sind wie die Bilder der Emporenbrüstungen als Grisaillen ausgeführt.

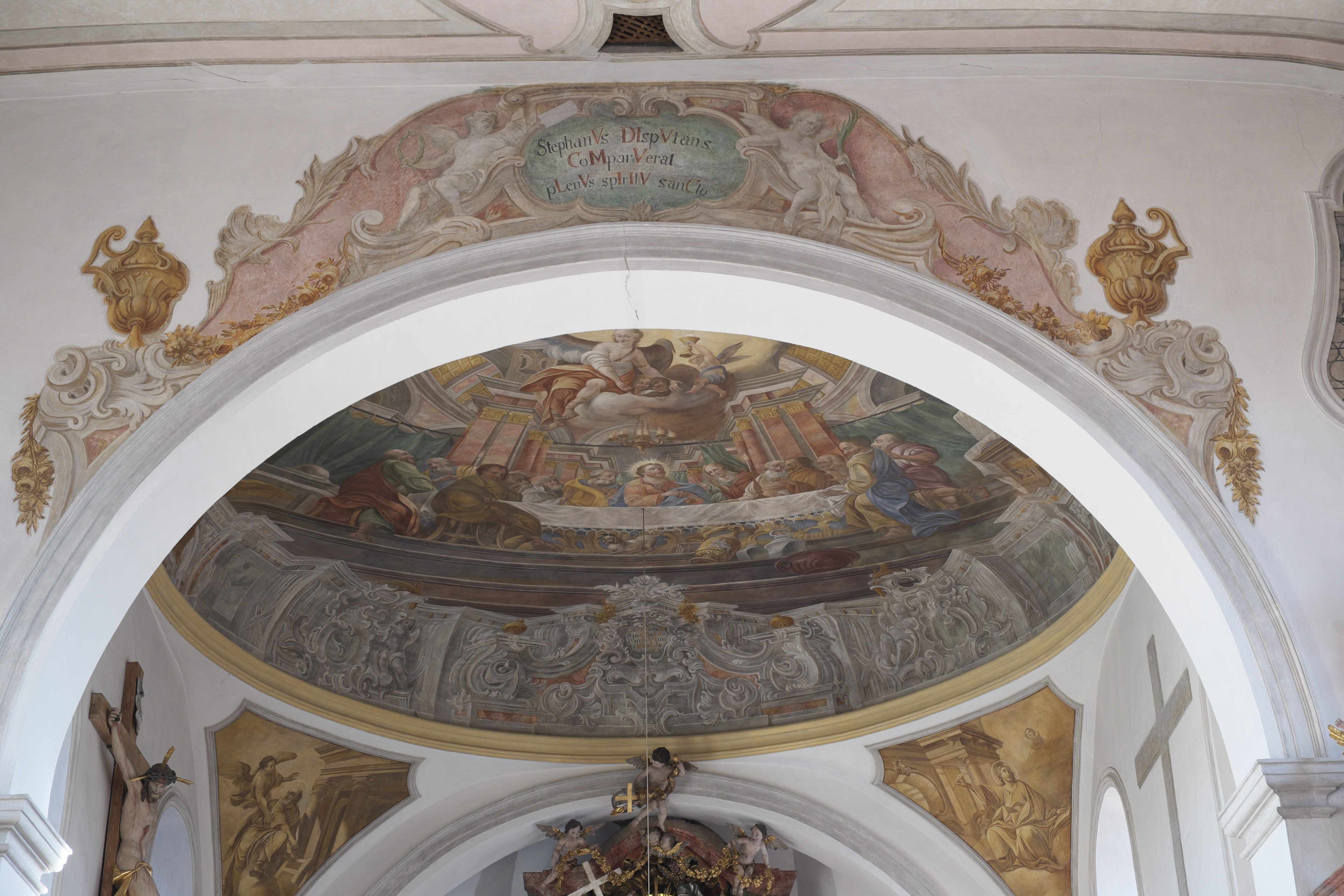
Kuppelfresko und Chronogramm am Chorbogen
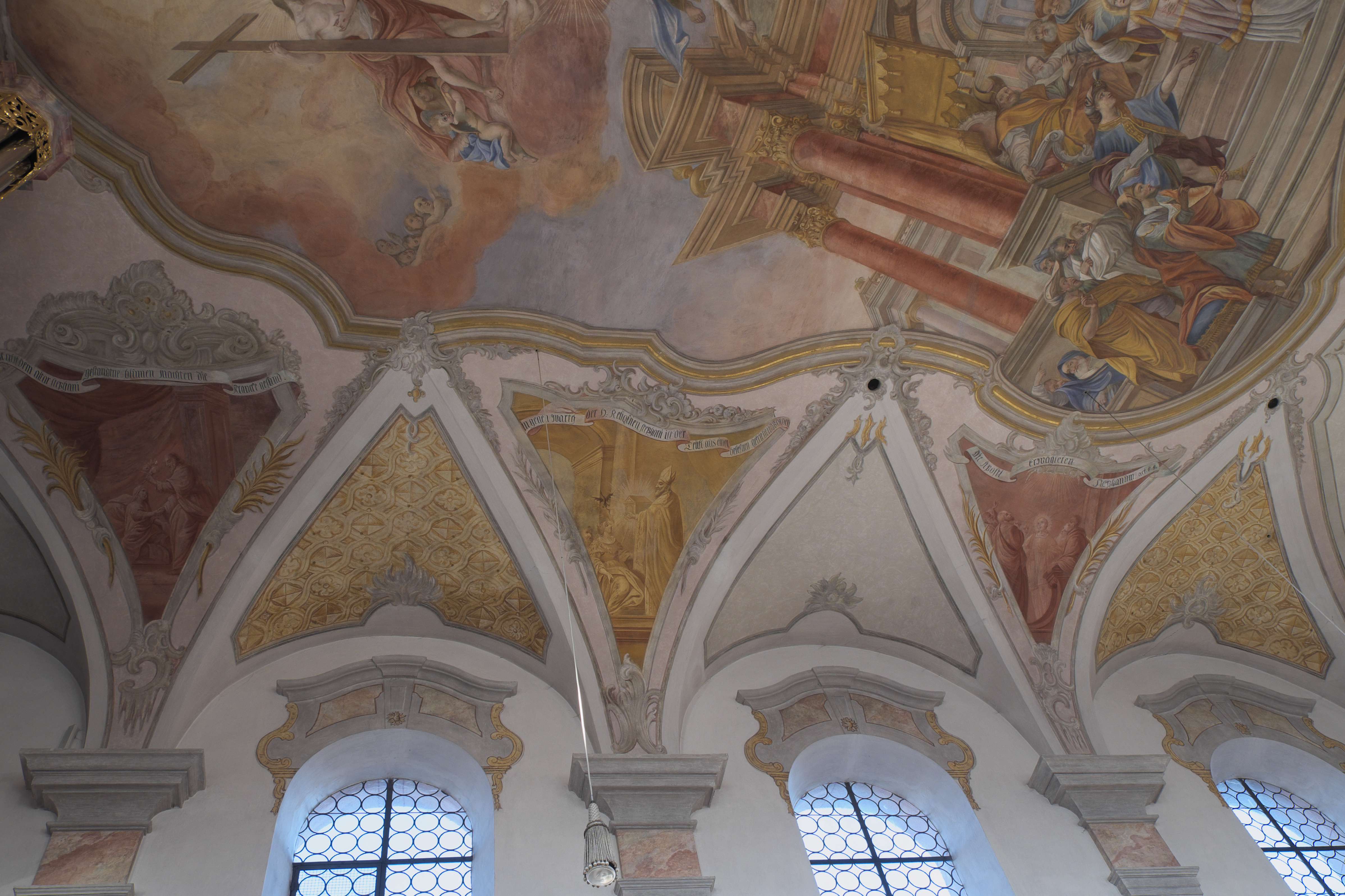
Fresken und Stuckimitation im Langhaus
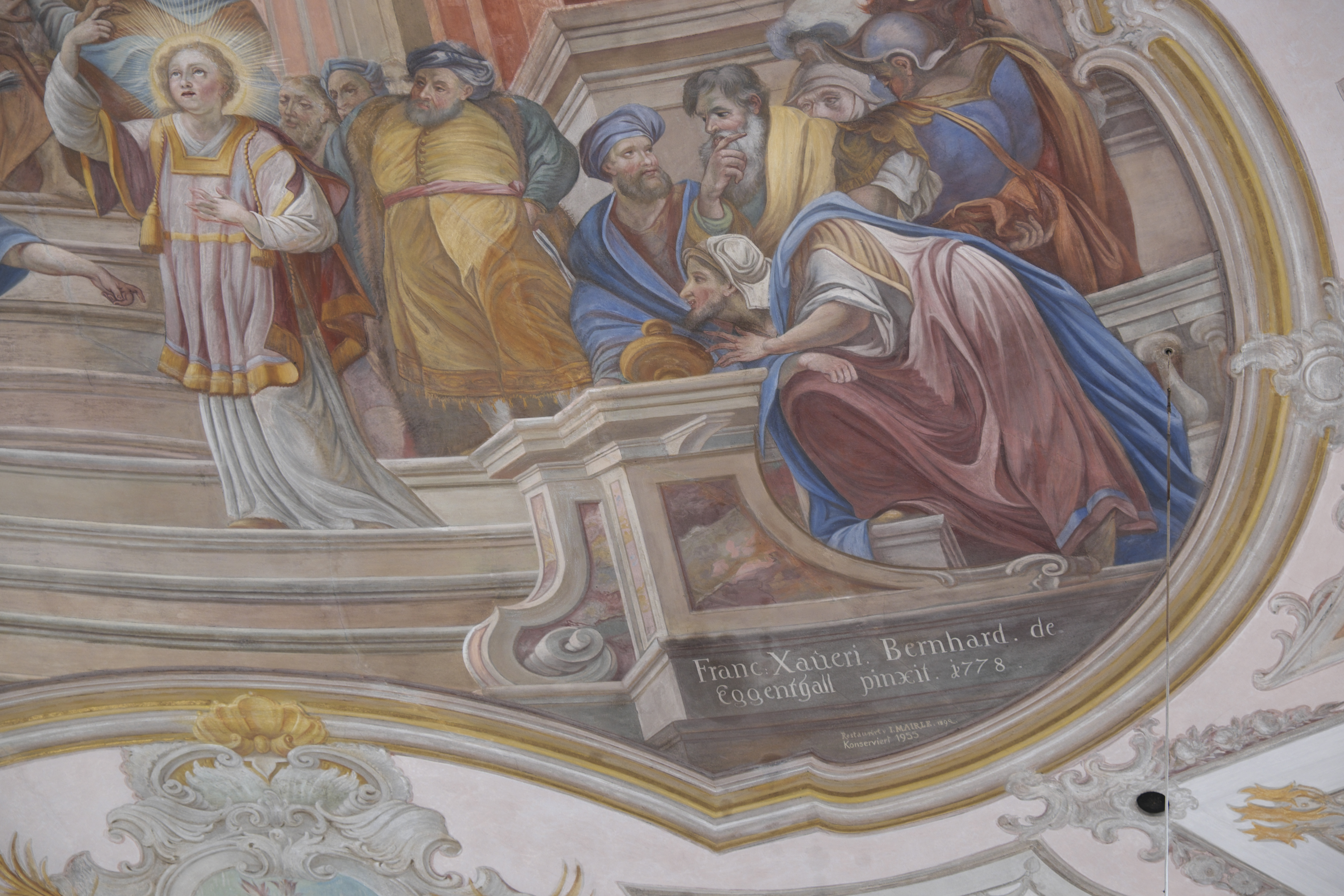
Signatur am Langhausfresko

## Ausstattung

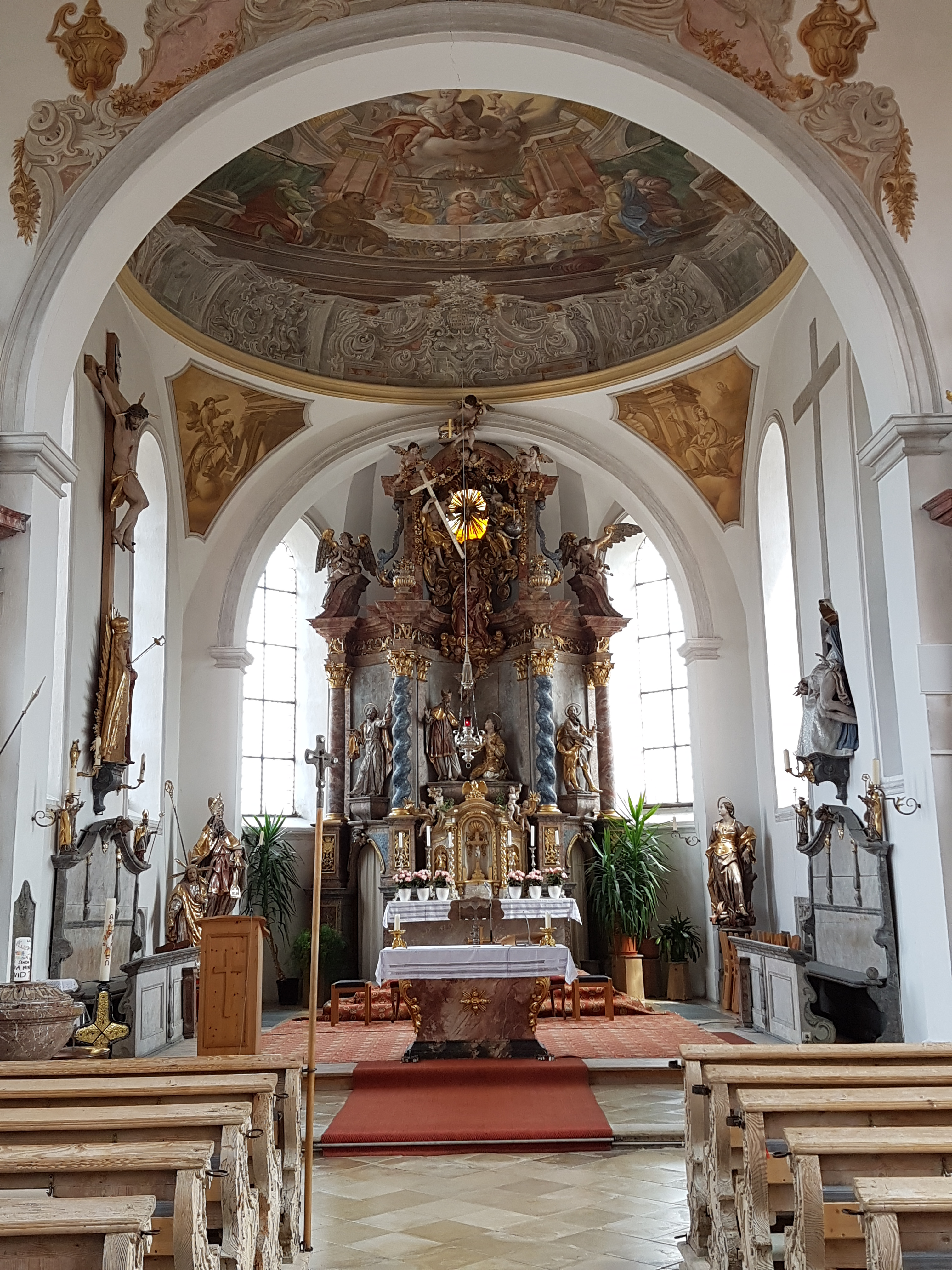
Chor mit Hochaltar

- Der Hochaltar wurde 1732/33 von Paul Pfeiffer aus Bernbeuren geschaffen. Im Zentrum des Altars sieht man die vor dem Hohenpriester kniende Figur des heiligen Stephanus, die aus der Zeit um 1680/81 stammt und Johann Pöllandt zugeschrieben wird. Die übrigen Skulpturen wurden von Anton Sturm aus Füssen ausgeführt und stellen Maria als Fürbitterin im Altarauszug und seitlich die Apostel Petrus und Paulus dar.
- Seitlich des Hochaltars stehen die Skulpturen der Augsburger Bistumspatrone, der heilige Ulrich und die heilige Afra, ebenfalls Arbeiten von Anton Sturm aus der Zeit um 1730.
- Auf dem Chorgestühl aus den Jahren 1730/31 von Paul Pfeiffer sind kleine, etwa zeitgleiche Figuren der Kirchenväter aufgestellt, auf der linken Seite Papst Gregor der Große mit Tiara, Papstkreuz und Taube in der Hand und der heilige Augustinus mit dem Bischofsstab und dem flammenden Herzen, auf der rechten Seite der heilige Hieronymus und der heilige Ambrosius.
- Die Seitenaltäre wurden wie der Hochaltar von Paul Pfeiffer und Anton Sturm geschaffen. Der nördliche Altar aus dem Jahr 1736 ist mit Skulpturen der Immaculata, der Pestheiligen Rochus und Sebastian und im Auszug mit der Figur des heiligen Florian ausgestattet, der südliche mit den Skulpturen des heiligen Josef, der heiligen Barbara und der heiligen Agatha, und im Auszug mt der Figur des heiligen Isidor.
- Das Kruzifix und die Schmerzhafte Muttergottes an der linken Chorwand werden wie die Pietà an der rechten Chorwand in die Zeit um 1730 datiert.
- Die Kanzel aus den Jahren 1699/1700 wurde 1732 aus der Pfarrkirche St. Mariä Himmelfahrt von Schongau angekauft, die kleinen Skulpturen stammen möglicherweise aus dem Umkreis der Landsberger Luidl-Werkstatt, der Erzengel Michael auf dem Schalldeckel wurde 1928 ergänzt.

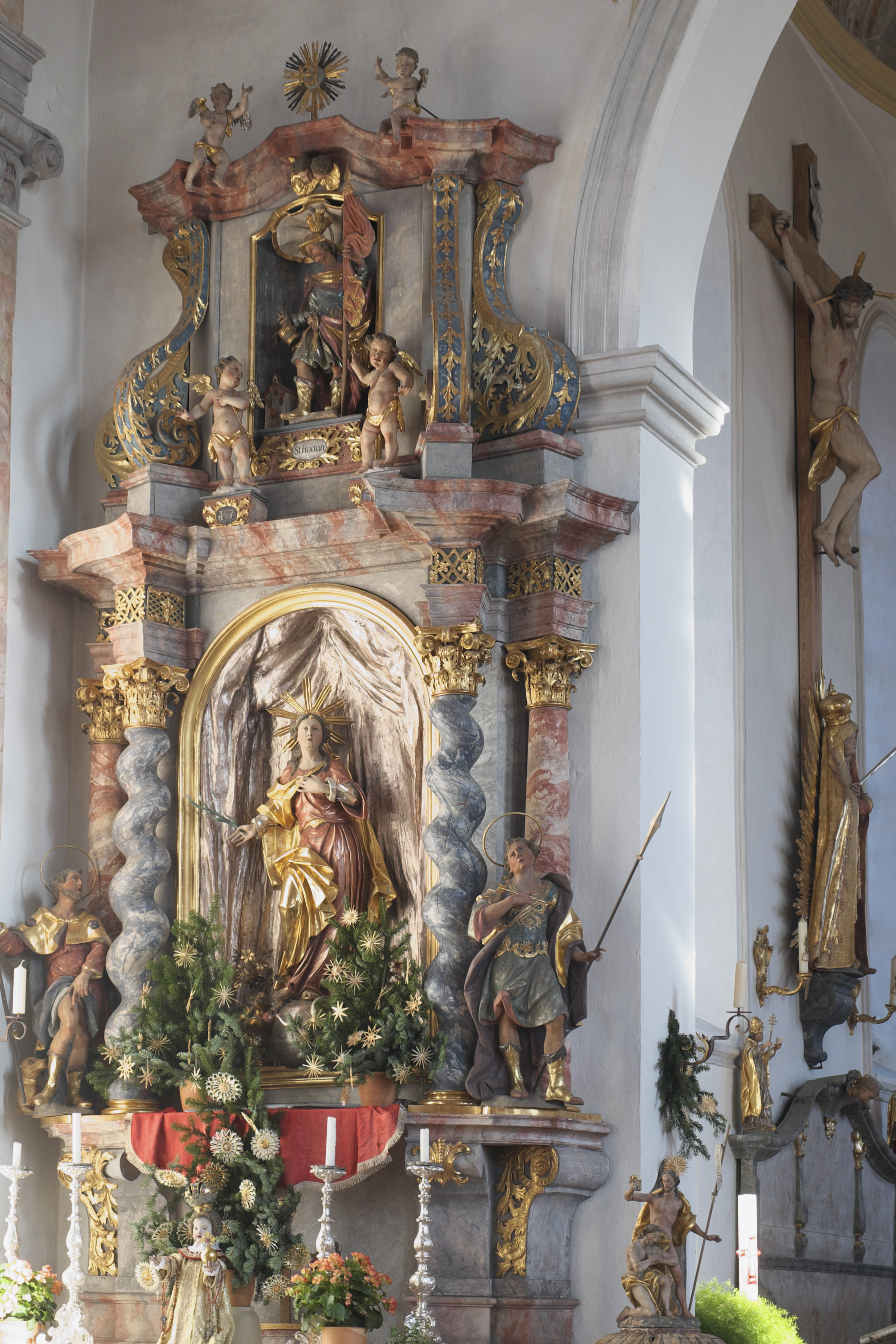
Nördlicher Seitenaltar
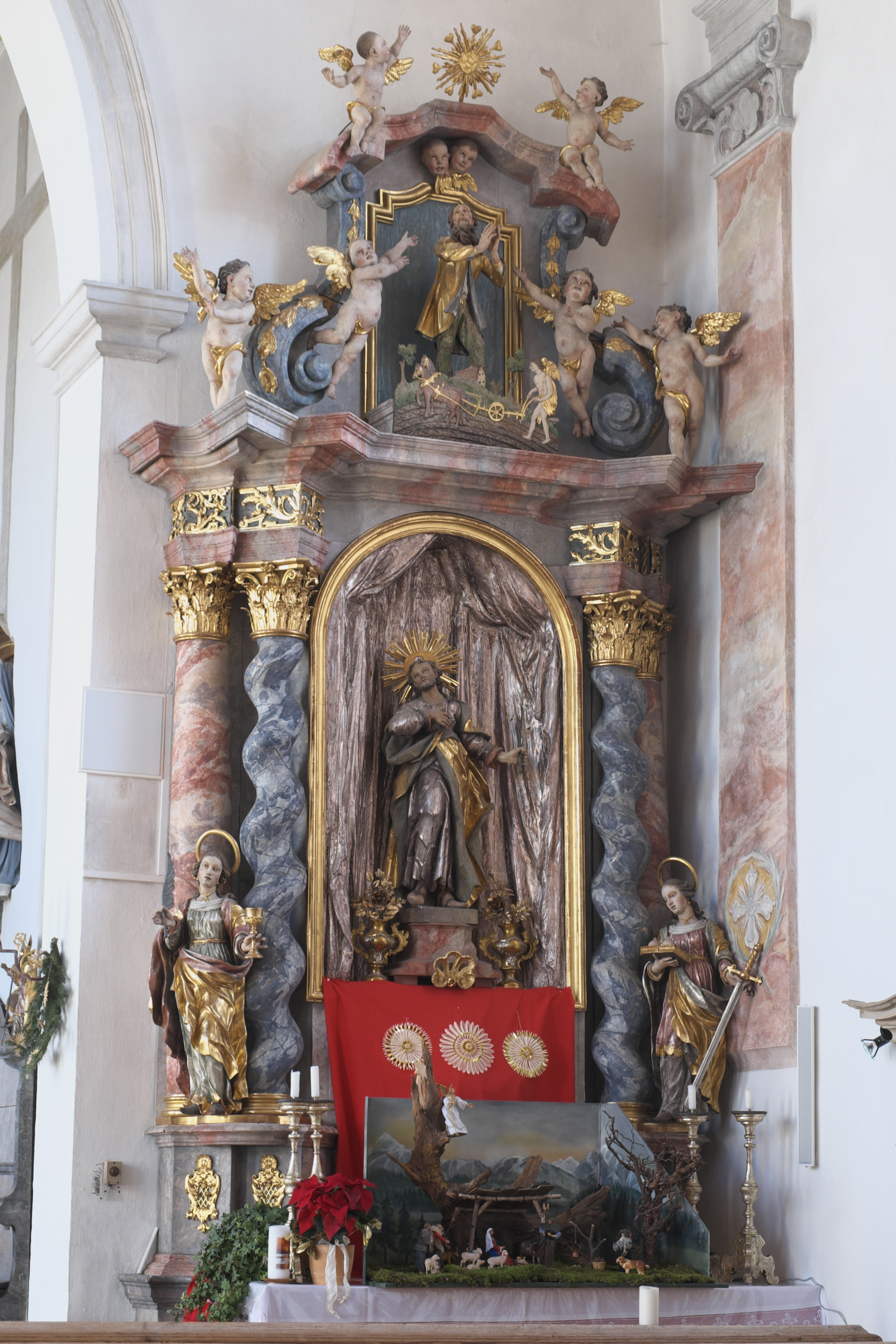
Südlicher Seitenaltar
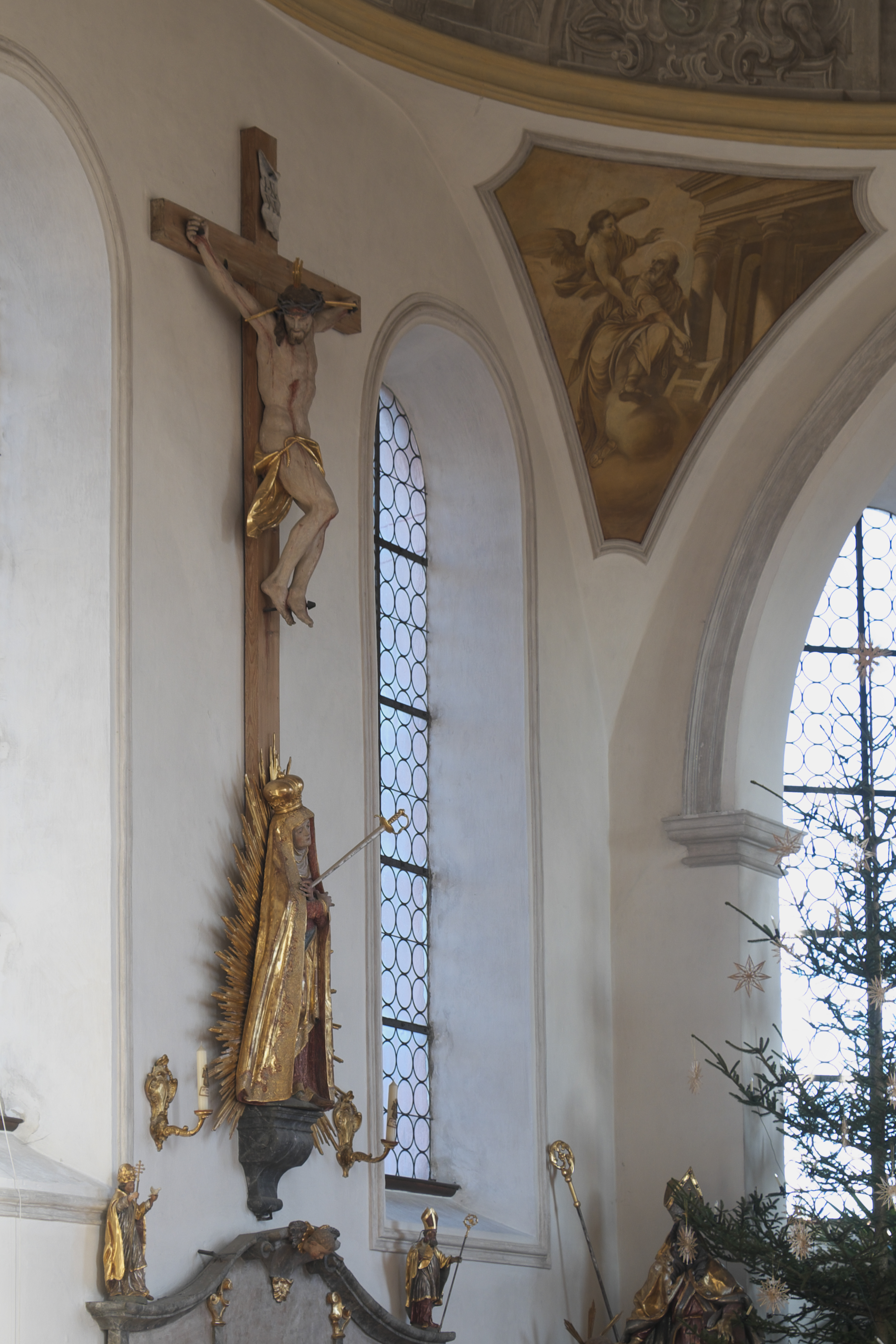
Kruzifix und Mater dolorosa
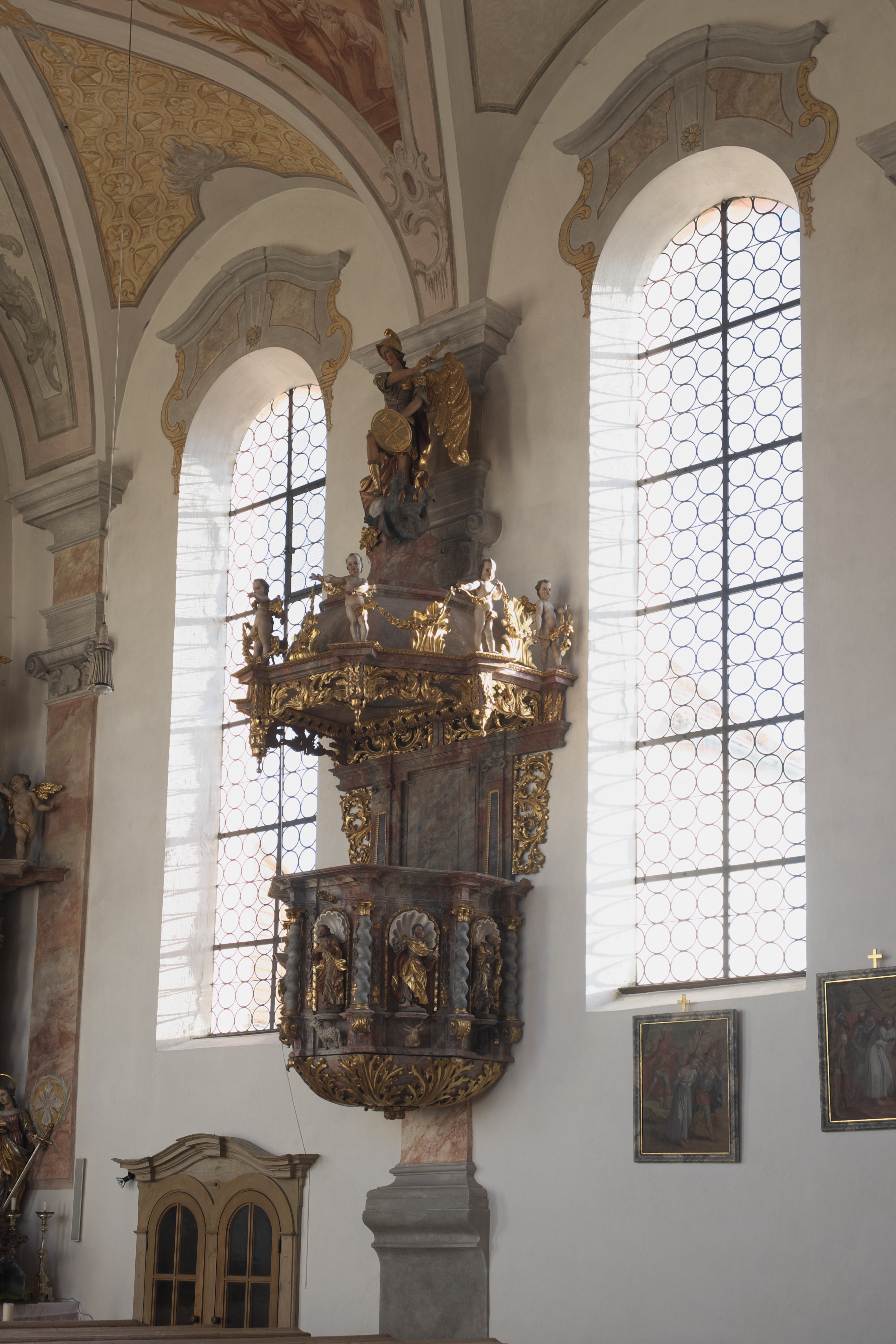
Kanzel

## Orgel

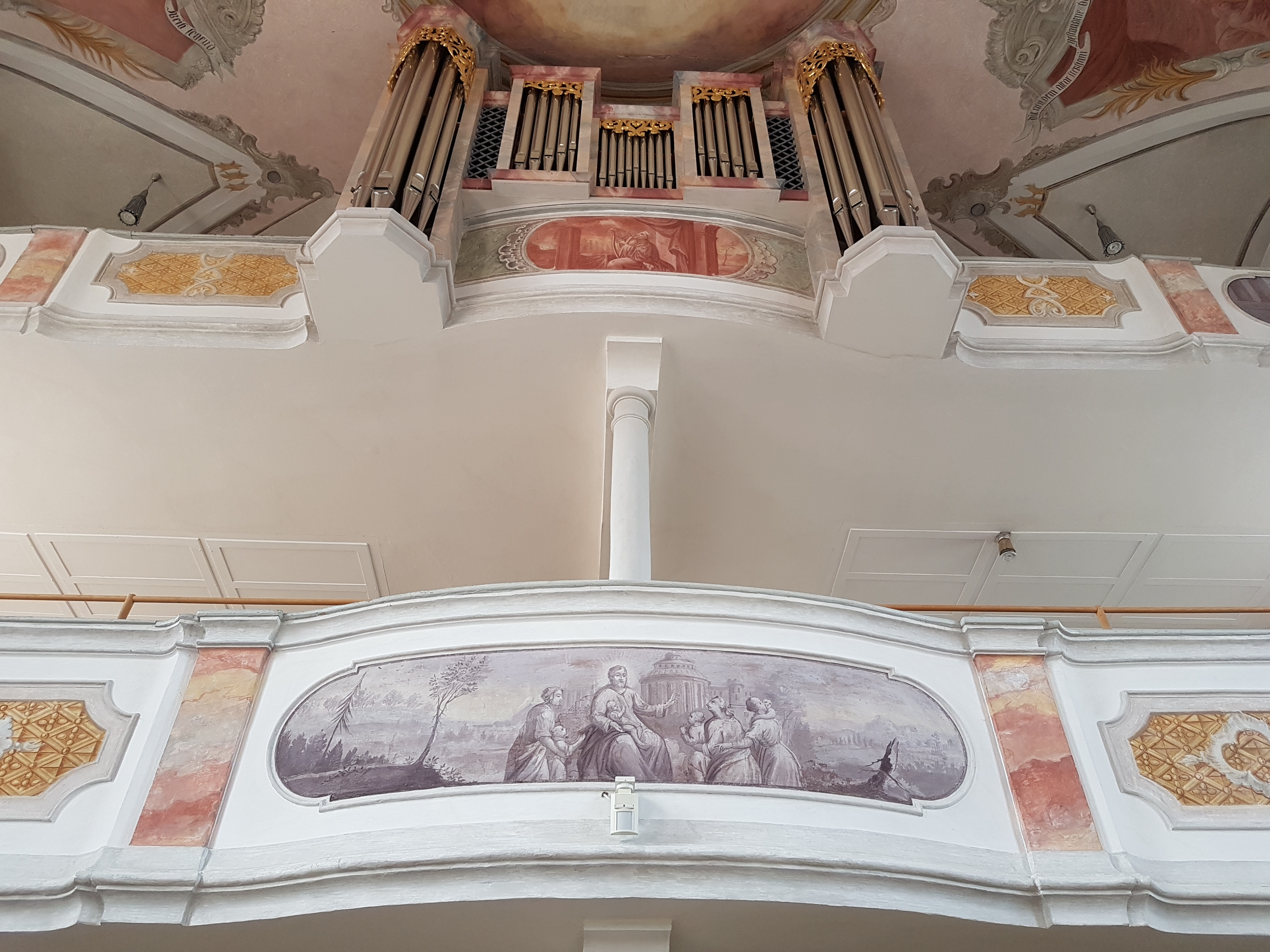
Orgel, Doppelempore mit Grisaillen

Die Orgel ist ein Werk der Orgelbaufirma Schmid aus dem Jahr 1996 mit 21 Registern auf zwei Manualen und Pedal. Die Disposition lautet:
| I Koppelmanual C–g3 |

| II Hauptwerk C–g3 |       |
| Prinzipal         | 8'    |
| Spitzflöte        | 8'    |
| Oktave            | 4'    |
| Rohrflöte         | 4'    |
| Schwiegel         | 2'    |
| Mixtur            | 1 ⁄3' |
| Trompete          | 8'    |

| III Schwellwerk C–g3 |        |
| Holzgedackt          | 8'     |
| Salizional           | 8'     |
| Prinzipal            | 4'     |
| Traversflöte         | 4'     |
| Nasat                | 2 ⁄3'  |
| Gemshorn             | 2'     |
| Terz                 | 1 3⁄5' |
| Oktave               | 1'     |
| Oboe                 | 8'     |
| Tremulant            |        |

| Pedal C–f1  |     |
| Subbass     | 16' |
| Gedacktbass | 8'  |
| Choralbass  | 4'  |
| Flachflöte  | 2'  |
| Posaune     | 16' |

- Koppeln: II/P, I/P

## Geläut
Das Geläut mit fünf Glocken wurde 1989 durch die Glockengießerei Perner geschaffen.